# ازجان‌گذشتگان (فیلم ۱۹۶۹)
ازجان‌گذشتگان (انگلیسی: The Desperados) یک فیلم وسترن به کارگردانی هنری لوین است که در سال ۱۹۶۹ منتشر شد.

## بازیگران
- جک پالانس
- وینس ادواردز
- کریستوفر مالکوم
- نویل برند
- سیلویا سیمز
- کیت اومارا
- کنث کوپ
- جورج ماهاریس
- پاتریک هولت
- جان کلارک
- جان پل
- کریستیان رابرتز
- بنجامین اِدنی
- دیوید تامپسون
- الیوت سالیوان